# Weiler (Autriche)
Pour les articles homonymes, voir Weiler.
Weiler est une commune autrichienne du district de Feldkirch dans le Vorarlberg.